# Bat Yam

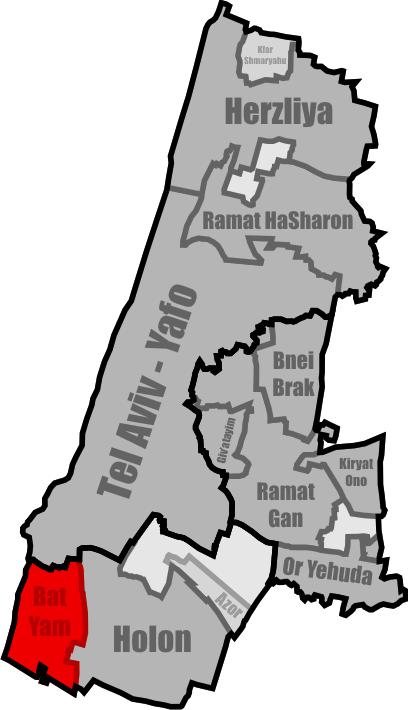
Localização de Bat Yam no Distrito de Tel Aviv.

Bat Yam (em hebraico:  בַּת יָם) é uma cidade de Israel, com 129.100 habitantes, localizada na costa do mar Mediterrâneo.  Pertencente à área metropolitana Gush Dan, no distrito de Tel Aviv.

## Geminações
Bat Yam possui as seguintes cidades-gémeas:
- Kragujevac Sérvia[1]
- Neukölln, Alemanha
- Livorno, Itália
- Antália, Turquia
- Kutno, Polónia
- Villeurbanne, França
- Valparaíso, Chile
- Aurich, Alemanha